# Cueta nubica
Cueta nubica is een insect uit de familie van de mierenleeuwen (Myrmeleontidae), die tot de orde netvleugeligen (Neuroptera) behoort. 
Cueta nubica is voor het eerst wetenschappelijk beschreven door Fraser in 1950.